# Escorxador municipal de Palafrugell
L'escorxador municipal de Palafrugell és una obra de l'arquitecte Isidre Bosch i Batallé, al municipi de Palafrugell (Baix Empordà), inclosa en l'Inventari del Patrimoni Arquitectònic de Catalunya.

## Descripció
És un edifici de grans dimensions, aïllat, format per un cos central, d'estructura basilical amb coberta de teula verda vidriada a dues vessants a doble nivell i dos cossos laterals de coberta a quatre vents amb decoració de boles ceràmiques. L'accés principal es troba al cos central, retirat respecte de la línia de façana. Altres accessos s'obren als costats i a la part posterior de l'edifici. Una porta situada al mur lateral del cos de la dreta condueix a l'habitatge, que n'ocupa el pis superior. Les obertures són, en general, d'arc molt rebaixat i emmarcades amb maó vist, utilitzat així mateix en el ràfec i extrems dels murs. S'utilitza també, com a element decoratiu, un conjunt de finestres cegues d'arc de mig punt situades a les façanes anterior i posterior. Aquesta darrera mostra una línia unitària per la inclusió d'un cos transversal de les mateixes característiques que el conjunt. L'element més cos transversal de les mateixes característiques que el conjunt. L'element més remarcable des del punt de vista decoratiu és la utilització del maó vist.

## Història
A l'Arxiu Municipal de Palafrugell hi ha constància d'un projecte per a l'escorxador ja el 1884, signat per l'arquitecte Martí Sureda el dia 1-6-1884. Posteriorment, el 1907, l'arquitecte Isidre Bosch va presentar un nou projecte d'escorxador, que va ser aprovat i dut a terme. Els plànols daten del 2-4-1907.